# Vienenburg

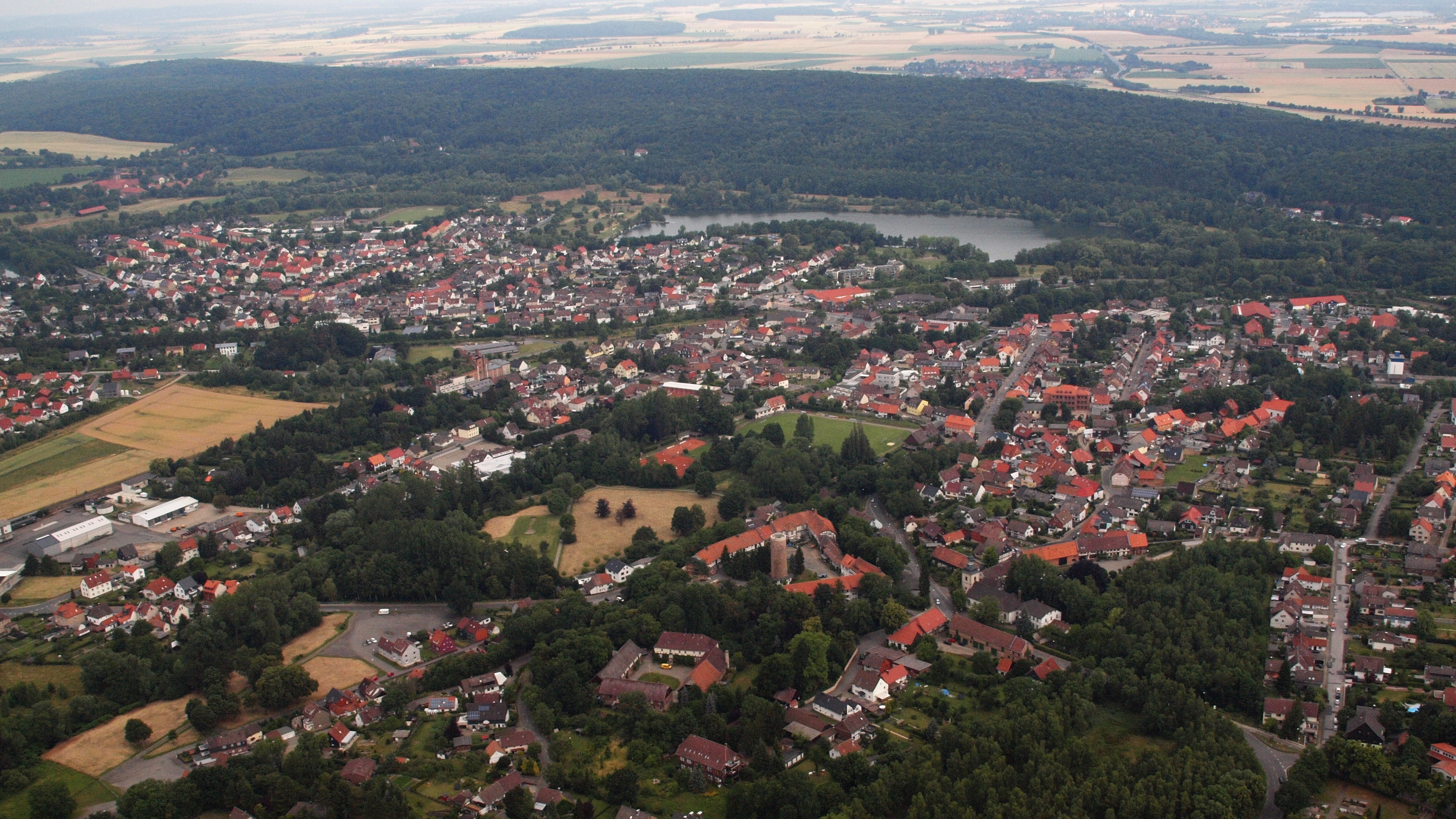
Vienenburg aus südlicher Richtung, Luftaufnahme (2015)

Vienenburg [ˈfiːnənˌbʊʁk] ist eine Ortschaft der Stadt Goslar im Landkreis Goslar in Niedersachsen, Deutschland. Vor der Eingemeindung nach Goslar am 1. Januar 2014 bildete Vienenburg mit den heutigen Goslarer Ortschaften Immenrode, Lengde, Lochtum, Weddingen und Wiedelah die Stadt Vienenburg.

## Geografie

### Lage
Der Stadtteil liegt im nordwestlichen Harzvorland rund 11 km (Luftlinie) nordöstlich von Goslar an der Einmündung der Radau in die Oker bzw. am Vienenburger See, der direkt an den Harly-Wald grenzt. Im Süden wird der Ort von dem Menneckenberg begrenzt, einer bis nördlich von Harlingerode reichenden Landzunge.
Die Vienenburger Feldmark grenzt im Uhrzeigersinn im Norden beginnend an Beuchte, Lengde, Wiedelah, Lochtum, Bettingerode, Harlingerode, Immenrode und Weddingen. Über eine rund zwei Kilometer südwestlich gelegene Exklave besteht zudem eine Grenze zu Oker und Ohlhof.

### Gliederung vor der Eingemeindung nach Goslar
- Immenrode (1631 Einwohner)
- Lengde (670 Einwohner)
- Lochtum (636 Einwohner)
- Vienenburg mit den Siedlungen Wöltingerode und Wennerode (5551 Einwohner)
- Weddingen (638 Einwohner)
- Wiedelah (1432 Einwohner)

(Stand: 31. Dezember 2011)

### Nachbarorte
| Liebenburg, Beuchte  | Schladen, Lengde                                                 | Wiedelah                |
| Immenrode, Weddingen | Kompassrose, die auf Nachbargemeinden zeigt                      | Lüttgenrode, Osterwieck |
| Goslar, Oker         | Bad Harzburg (Harlingerode, Schlewecke, Westerode, Bettingerode) | Lochtum, Abbenrode      |

## Geschichte

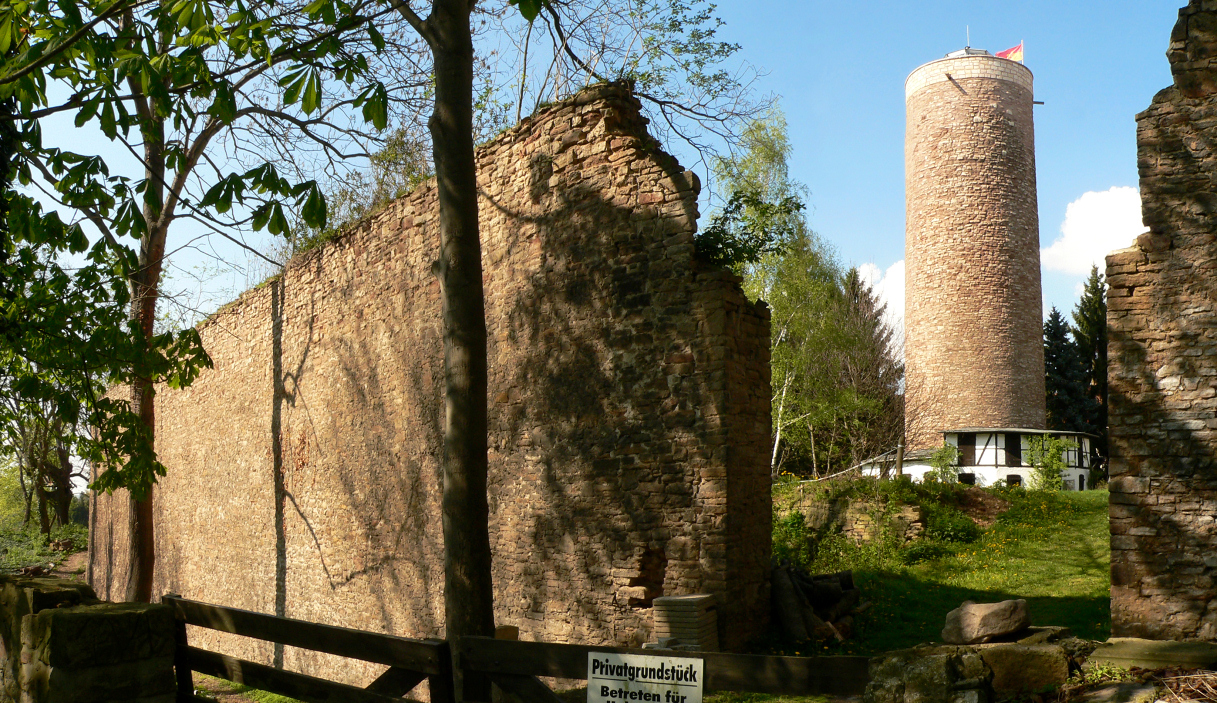
Burgruine Vienenburg

### Mittelalter
Wahrscheinlich aus den Steinen der 1291 bis auf die Grundmauern abgetragenen Harliburg wurde durch den Bischof von Halberstadt auf den gegenüberliegendem hohen Ufer der Radau der Bau der „Burg up de Fiene“ (Burg über den Sumpfgräsern) veranlasst, die seit 1803 Domäne ist. Bald siedelten sich die Menschen der umliegenden Siedlungen, die dann wüst wurden, im Schutz der Burg an. Entsprechend gibt es im Umkreis von wenigen Kilometern um Vienenburg einige Wüstungen. Dazu gehören Doringerode, Sudherre, Stöckheim, Dettingerode, Dudingerode, Heiriggeroth, Wiegenrode, Groß- und Kleinmackenrode, Bischopingerode, Klein-Lochtum, Winetherode, Hiwerdingerode und Willingerode.
Vienenburg wurde erstmals 1306 urkundlich genannt. Der Ort erhielt am 26. Juli 1935 das Stadtrecht, welches bis zum 31. Dezember 2013 bestand.

### Neuzeit

Kaliwerk Vienenburg

1845 erhielt die Wirtschaft mit dem Bau der Eisenbahn nach Bad Harzburg einen wichtigen Impuls. Vienenburg war im 19. und frühen 20. Jahrhundert ein bedeutender Eisenbahnknoten und Endpunkt einer Ost-West-Schienengüterverkehrstrasse bis nach Löhne (Westfalen). Das Empfangsgebäude gehört deutschlandweit zu den ältesten im Originalzustand erhaltenen.
Zwischen 1884 und 1930 wurde im Kaliwerk Vienenburg Kalisalz gefördert. Die Förderung wurde nach einem Grubenunglück 1930 eingestellt. Reste der Anlagen und Bahnanschlüsse sind noch vorhanden.
Bis 1941 gehörte Vienenburg wie der gesamte Landkreis Goslar zur preußischen Provinz Hannover und wurde dann in das Land Braunschweig umgegliedert, das 1946 im Bundesland Niedersachsen aufging.

### Eingemeindungen
Am 1. Juli 1972 wurden die Gemeinden Immenrode, Lengde, Lochtum, Weddingen und Wiedelah eingegliedert.
Am 1. Januar 2014 wurden die Städte Vienenburg und Goslar vereinigt, indem die Stadt Vienenburg in die Stadt Goslar eingegliedert wurde. Dabei wurde die Stadt Vienenburg aufgelöst und ihre sechs ehemaligen Stadtteile bilden seitdem Stadtteile der Stadt Goslar.

### Einwohnerentwicklung
| Entwicklung | Jahr | Einwohner |
| --- | ---- | --------- |
| Die zur Anzeige dieser Grafik verwendete Erweiterung wurde dauerhaft deaktiviert. Wir arbeiten aktuell daran, diese und weitere betroffene Grafiken auf ein neues Format umzustellen. (Mehr dazu) | 2012 | 5550      |
| Die zur Anzeige dieser Grafik verwendete Erweiterung wurde dauerhaft deaktiviert. Wir arbeiten aktuell daran, diese und weitere betroffene Grafiken auf ein neues Format umzustellen. (Mehr dazu) | 2013 | 5517      |
| Die zur Anzeige dieser Grafik verwendete Erweiterung wurde dauerhaft deaktiviert. Wir arbeiten aktuell daran, diese und weitere betroffene Grafiken auf ein neues Format umzustellen. (Mehr dazu) | 2014 | 5490      |
| Die zur Anzeige dieser Grafik verwendete Erweiterung wurde dauerhaft deaktiviert. Wir arbeiten aktuell daran, diese und weitere betroffene Grafiken auf ein neues Format umzustellen. (Mehr dazu) | 2015 | 5525      |
| Die zur Anzeige dieser Grafik verwendete Erweiterung wurde dauerhaft deaktiviert. Wir arbeiten aktuell daran, diese und weitere betroffene Grafiken auf ein neues Format umzustellen. (Mehr dazu) | 2016 | 5597      |
| Die zur Anzeige dieser Grafik verwendete Erweiterung wurde dauerhaft deaktiviert. Wir arbeiten aktuell daran, diese und weitere betroffene Grafiken auf ein neues Format umzustellen. (Mehr dazu) | 2017 | 5563      |
| Die zur Anzeige dieser Grafik verwendete Erweiterung wurde dauerhaft deaktiviert. Wir arbeiten aktuell daran, diese und weitere betroffene Grafiken auf ein neues Format umzustellen. (Mehr dazu) | 2018 | 5543      |
| Werte jeweils zum 31. Dezember des Jahres, 2018 zum 30. Juni Quelle: |      |           |

Einwohnerzahlen der ehemaligen Stadt Vienenburg
| Jahr | Einwohner | Quelle |
| ---- | --------- | ------ |
| 1821 | 4272      |        |
| 1848 | 5030      |        |
| 1871 | 5251      |        |
| 1885 | 6276      |        |
| 1905 | 9418      |        |
| 1925 | 9007      |        |
| 1933 | 8890      |        |
| 1939 | 8790      |        |

| Jahr | Einwohner | Quelle |
| ---- | --------- | ------ |
| 1946 | 13.690    |        |
| 1950 | 14.925    |        |
| 1956 | 13.325    |        |
| 1961 | 12.656    |        |
| 1968 | 12.598    |        |
| 1970 | 13.005    |        |
| 1975 | 12.265    |        |
| 1980 | 11.637    |        |

| Jahr | Einwohner | Quelle |
| ---- | --------- | ------ |
| 1985 | 11.172    |        |
| 1990 | 11.357    |        |
| 1995 | 11.487    |        |
| 2000 | 11.563    |        |
| 2005 | 11.234    |        |
| 2010 | 10.682    |        |
| 2013 | 10.492    | [ 1 ]  |

Einwohnerentwicklung der ehemaligen Stadt Vienenburg

(Ab 1972 Gebietsstand der Stadt Vienenburg bis 2013. Ab 1968 Stand jeweils zum 31. Dezember)
Siehe auch den Abschnitt Einwohnerentwicklung im Artikel Goslar – dort wird die Einwohnerentwicklung von Goslar mit und ohne den Einwohneranteil von Vienenburg besprochen.

## Religion

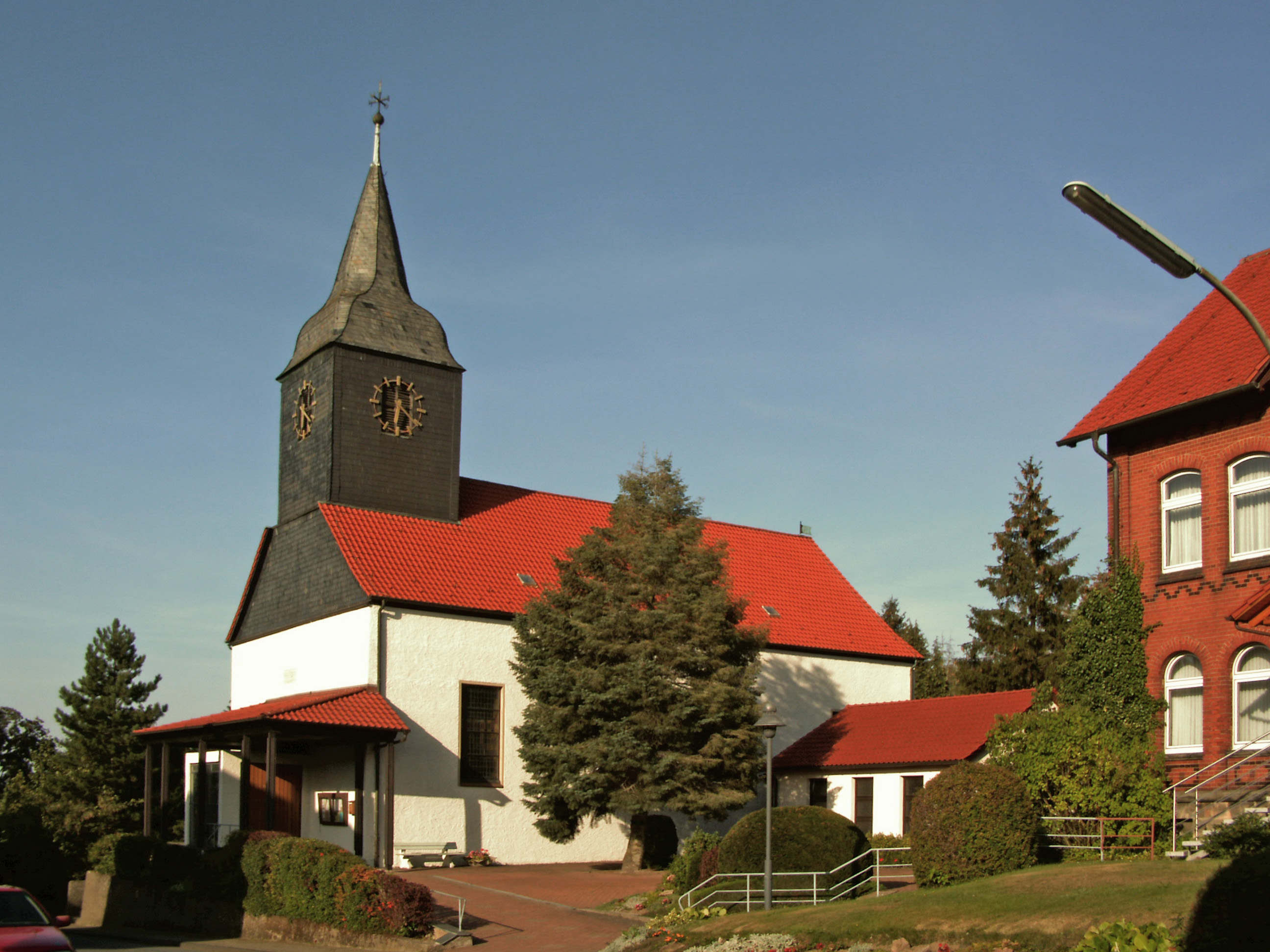
Katholische Kirche

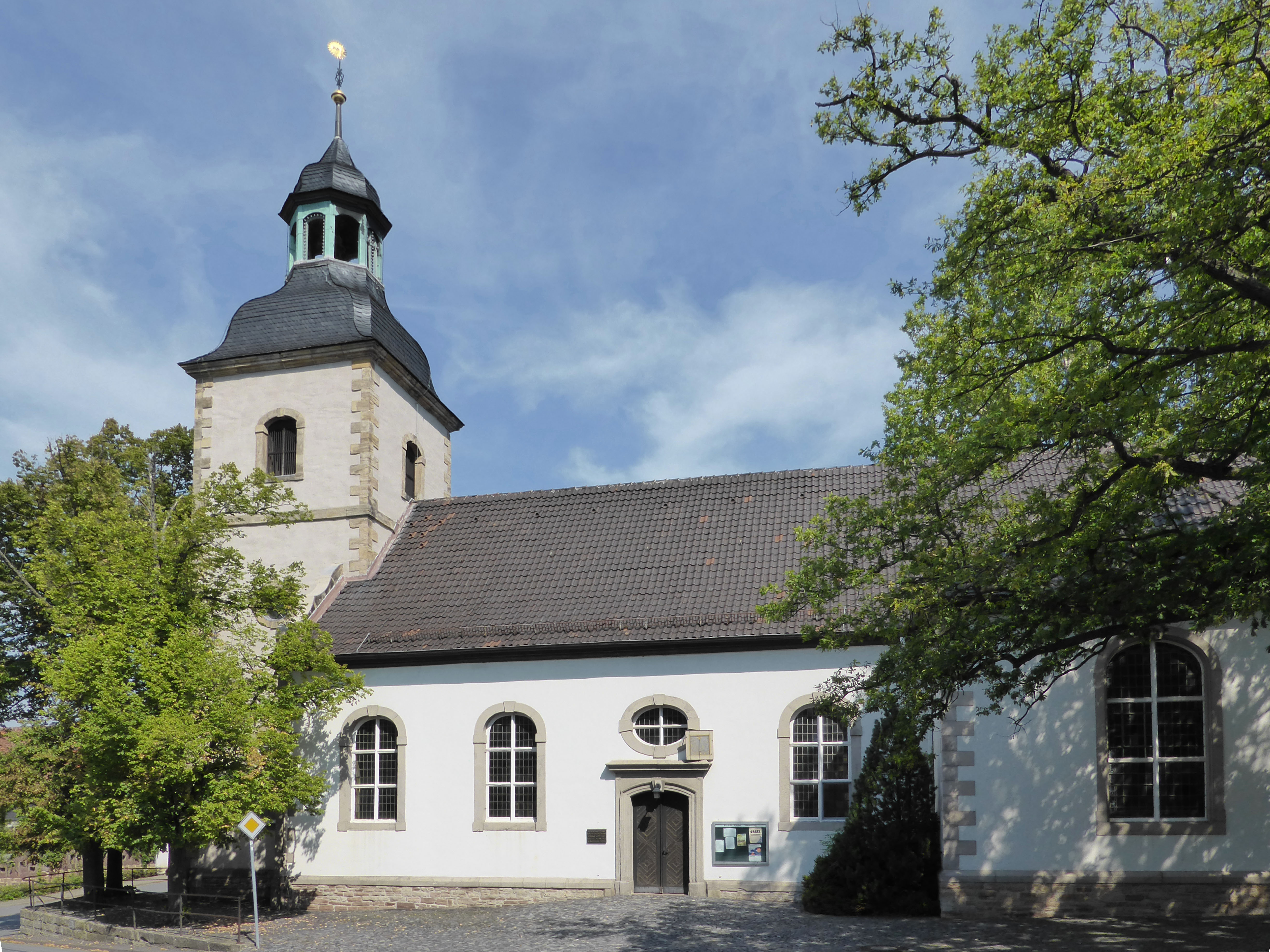
Evangelische Kirche

Nach dem Einrichten einer Kapelle auf der Vorburg im Jahr 1402 beginnt das kirchliche Leben. 1545 wurde in 'Vienenburg' eine evangelische Gemeinde gegründet. Die ersten Prediger waren Nicolaus Kayser, Magister Johannes Mebecius und Joachim Reitmann.
In Vienenburg befindet sich auch heute vor der Burg eine evangelische Kirche. Sie stammt aus dem 18. Jahrhundert und wurde 1912 umgebaut. Ihre Kirchengemeinde gehört zur Propstei Bad Harzburg.
Die katholische Kirche Hl. Familie wurde 1826–1829 auf dem Kattenberg errichtet und am 8. Dezember 1829 von Bischof Godehard Joseph Osthaus geweiht. Sie gehört heute zur Pfarrgemeinde Liebfrauen in Bad Harzburg.
Ein Königreichssaal der Zeugen Jehovas befindet sich am Vienenburger See.

## Politik

### Letzter Stadtrat von November 2011 bis Dezember 2013
Der Rat der Stadt Vienenburg setzte sich für die Wahlperiode ab dem 1. November 2011 wie folgt zusammen:
| SPD:                           | 10 Sitze                           |
| CDU:                           | 8 Sitze                            |
| Bürger für Vienenburg:         | 5 Sitze (ab 1. Juni 2013: 4 Sitze) |
| GAW:                           | 2 Sitze                            |
| NPD:                           | 1 Sitz                             |
| Fraktionsloses Mitglied (FDP): | 1 Sitz (ab 1. Juni 2013)           |

Die Stadträte von Goslar und Vienenburg haben im Dezember 2012 die Vereinigung der Städte Vienenburg und Goslar zum 1. Januar 2014 beschlossen. Die Abstimmung erfolgte in namentlicher Abstimmung mit Gegenstimmen vom fraktionslosen FDP-Mitglied sowie vom Vertreter der NPD.

### Letzte Bürgermeisterin
Letzte amtliche Bürgermeisterin der Stadt Vienenburg war Astrid Salle-Eltner (SPD).

### Ortsvorsteher
Seit 2013 ist Martin Mahnkopf (SPD) Ortsvorsteher der Ortschaft Vienenburg.
(Stand: Kommunalwahl 2021)

### Städtepartnerschaften
- Forres, Stadt in Schottland

## Kultur und Sehenswürdigkeiten

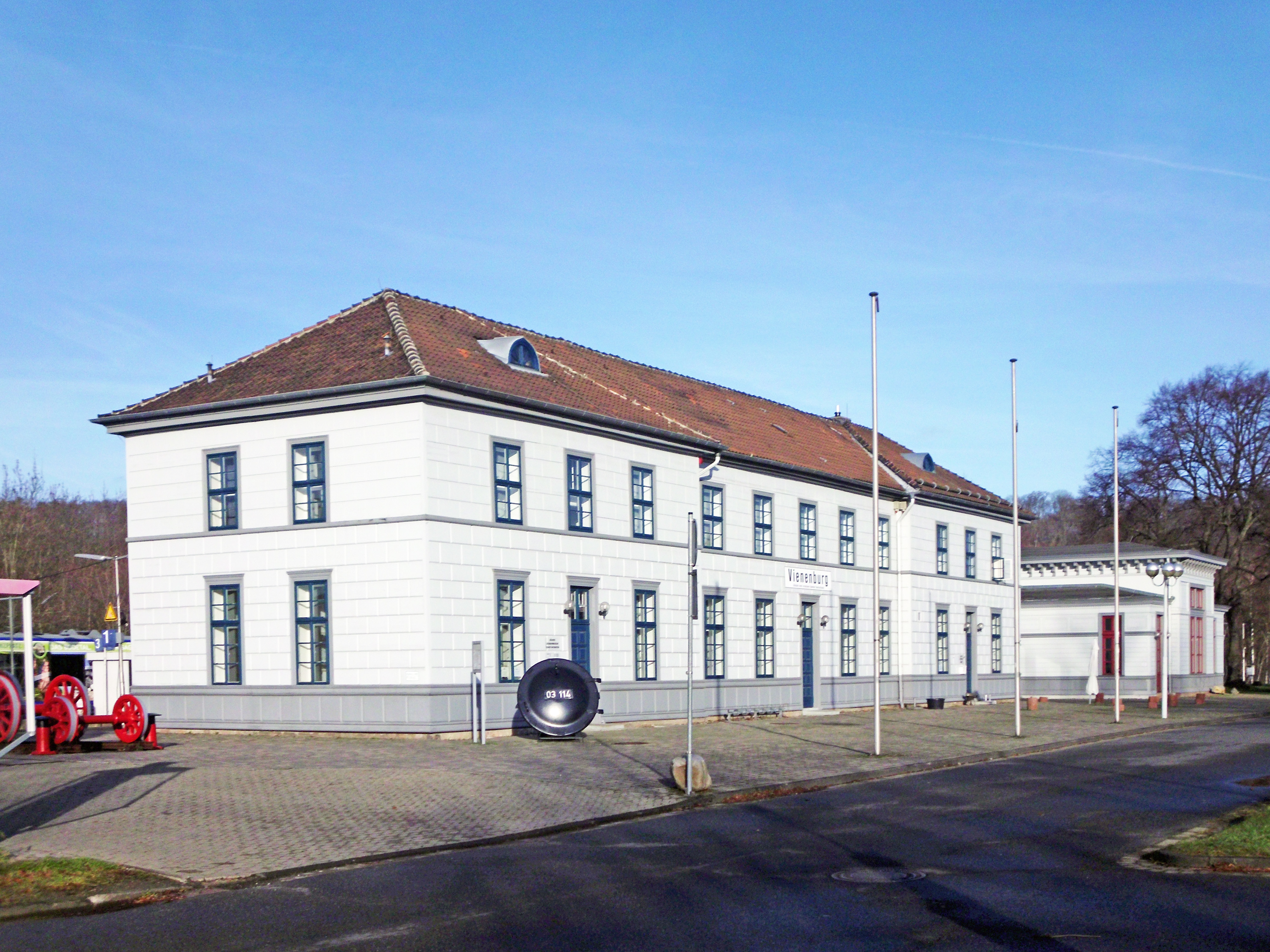
Bahnhofsgebäude von 1840

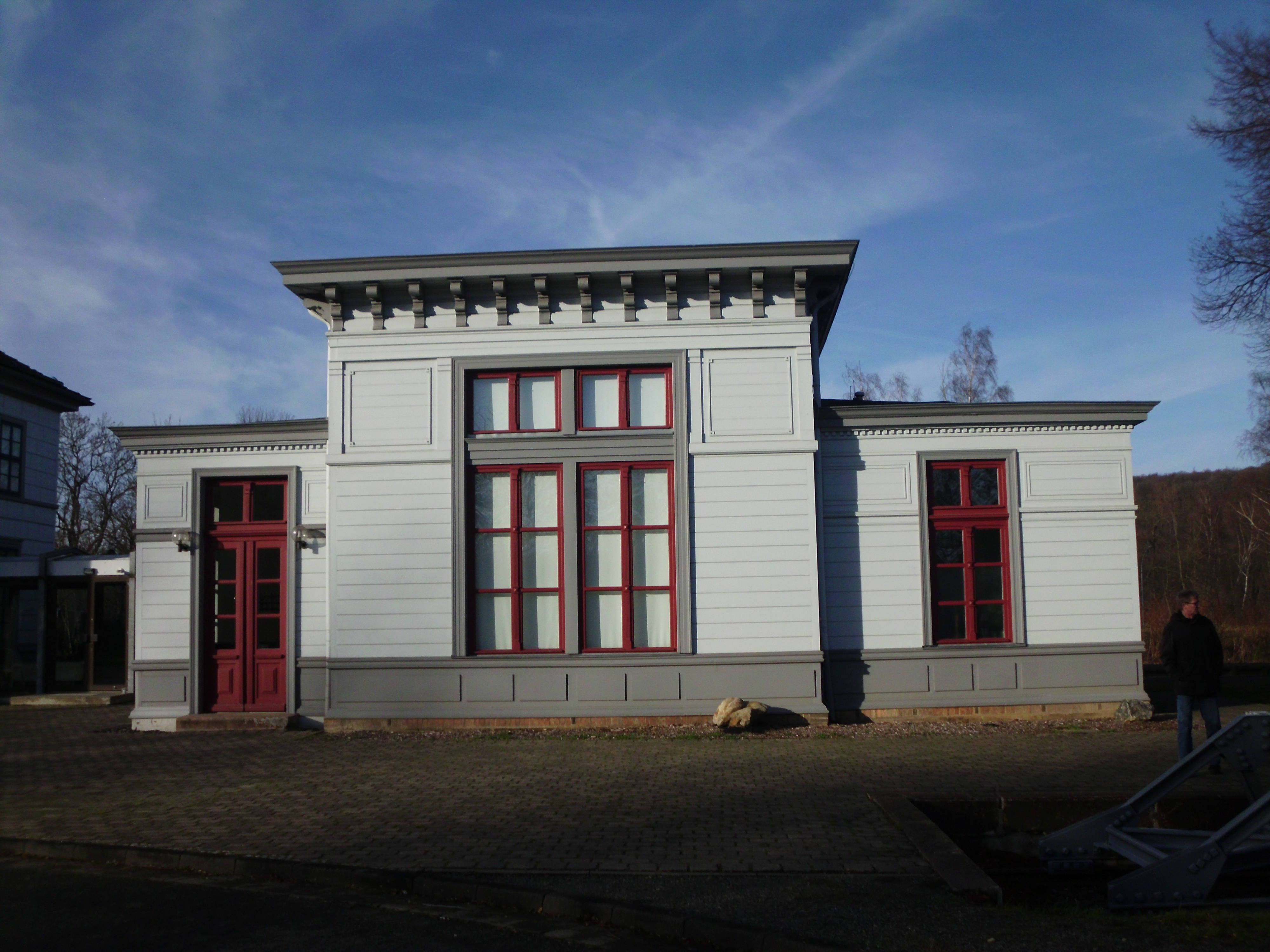
Kaisersaal

Wegen der günstigen geographischen Lage im Harzvorland ist Vienenburg ein beliebter Ausgangsort für die Erkundung des Harzes. Der Ort bietet touristische Attraktionen, die ihn zu einem Naherholungsgebiet machen.
Der weitläufige Vienenburger See und der Harlyturm auf dem Harlyberg, der sich im Mischwald des Harly-Walds befindet, laden zum Wandern ein. Darüber hinaus besitzt Vienenburg ein Freibad, einen Ruder- und Tretbootverleih sowie weitläufige Angelsport-Möglichkeiten.
Eine Sehenswürdigkeit ist das älteste noch erhaltene Bahnhofsgebäude Deutschlands aus dem Jahre 1840, das heute ein Eisenbahnmuseum beheimatet. Sehenswert ist auch der neben dem Bahnhofsgebäude stehende Bau des Kaisersaals. Der Kulturverein Vienenburg präsentiert regelmäßig Künstler aus ganz Europa. Das Heimatmuseum hat eine umfangreiche Sammlung über die Geschichte der Stadt Vienenburg zusammengetragen. Außerdem sind drei Buchbände über die Geschichte der Stadt erschienen, die vom Heimatpfleger Herbert Müller verfasst wurden. Bis in die 1980er Jahre wurde in Vienenburg der Goldene Högen als Preis an herausragende Persönlichkeiten und Künstler verliehen.
Die Freiwillige Feuerwehr Vienenburg wurde 1892 als Freiwillige Turnerfeuerwehr Vienenburg gegründet. Außerdem sind in Vienenburg Pfadfinder sowie der Fußball-Verein FG 16 Vienenburg/Wiedelah (SG Vienenburg/Lochtum) vertreten. Darüber hinaus gibt es eine Vielzahl weiterer aktiver Vereine im sportlichen und kulturellen Bereich.

## Wirtschaft und Infrastruktur

### Wirtschaft
Ein wichtiger wirtschaftlicher Faktor Vienenburgs ist der Tourismus. Weitere wichtige Wirtschaftsfaktoren sind die Landwirtschaft und die Lebensmittelindustrie. Bekannt ist die 1921 in Vienenburg gegründete Käserei August Loose, die sich auf Harzer Käse spezialisierte und zu einem der führenden Harzer Käsehersteller entwickelte. Sie wurde 1998 von der Unternehmensgruppe Theo Müller übernommen, die 2005 den Betrieb zur Sachsenmilch-Molkerei nach Leppersdorf in Sachsen verlegte.

### Verkehr

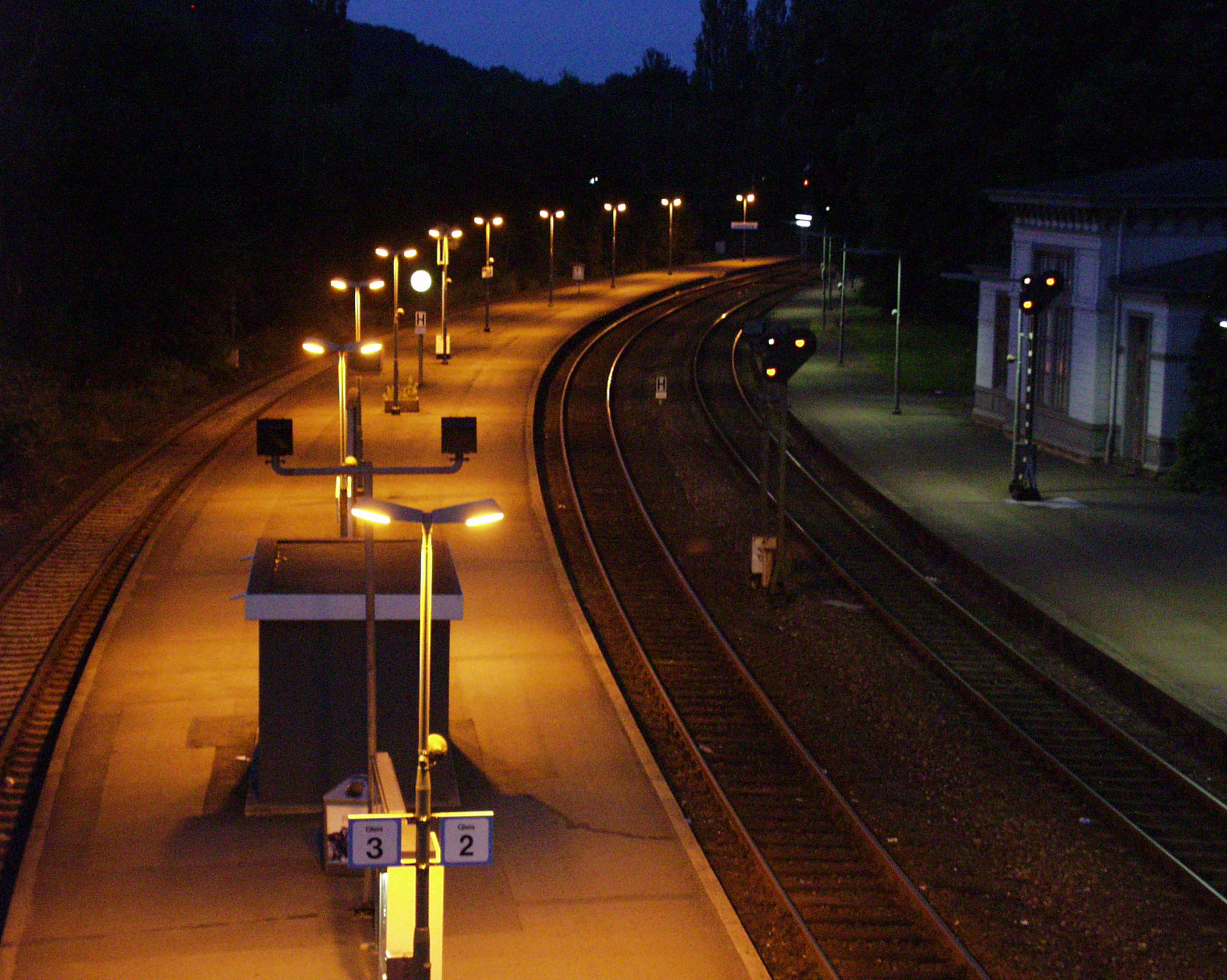
Bahnsteig des Vienenburger Bahnhofs

Vienenburg liegt an der nach Goslar führenden Bundesstraße 241 sowie an den Autobahnen 36 (Anbindung an die A 2 bei Braunschweig und an die A 14 Richtung Halle/Leipzig–Magdeburg) und 369 (Anbindung an die Bundesstraßen 4 nach Bad Harzburg und 6 nach Goslar).
Vom Bahnhof Vienenburg führen Eisenbahnstrecken in vier Richtungen: nach Norden in Richtung Braunschweig, nach Südosten in Richtung Halberstadt – Halle (Saale), nach Süden in Richtung Bad Harzburg und nach Südwesten in Richtung Oker–Goslar. An Freitagen und am Wochenende fährt der HarzBerlinExpress über Halberstadt und Potsdam nach Berlin. Nach dem Zweiten Weltkrieg wurde die ehemalige Güterstrecke nach Langelsheim wegen der Deutschen Teilung eingestellt.
Von der geplanten RegioStadtBahn Braunschweig hätte Vienenburg bereits im ersten Bauabschnitt ab 2014 bedient werden sollen, das ganze Projekt wurde aber wegen Unwirtschaftlichkeit aufgegeben.

### Bildung
Der Ortsteil Vienenburg hat neben der Grundschule und der Schule am Harly mit Schwerpunkt Förderung der geistigen Entwicklung auch die Vicco-von-Bülow-Oberschule. Diese befindet sich am Standort in der Breslauer Straße. Die ehemalige August-Winnig-Realschule in der Rabeckbreite existiert heute nicht mehr. Andere weiterbildende Schulformen befinden sich in der Innenstadt von Goslar oder im nahegelegenen Bad Harzburg.
Die Marie-Moelhoff-Barclay-Stiftung, die von der am 25. Dezember 1868 in Vienenburg-Wöltingerode geborenen und am 5. April 1939 in Narbert, Pennsylvania (USA), verstorbenen Marie Möllhoff-Barclay initiiert wurde, fördert die Ausbildung und Gesundheit junger Mädchen und Frauen unter 30 Jahren, die zudem Einwohnerinnen der Stadt Vienenburg sein müssen. Gefördert werden die gymnasiale Schulbildung und das Studium an Fachhochschulen oder Universitäten.

## Persönlichkeiten

### Söhne und Töchter Vienenburgs
- Friedrich Reese (1791–1871), Bischof von Detroit, erster katholischer Bischof deutscher Nationalität in den USA
- Christoph Gudermann (1798–1852), Mathematiker
- Hermann von Kamlah (1840–1919), preußischer Generalleutnant
- Julius Jäger (1848–1924), Gymnasiallehrer und Heimatforscher in Osnabrück und Duderstadt
- Götz Freiherr von König (1849–1934), preußischer General, Führer des Landwehrkorps im Ersten Weltkrieg
- Werner Willikens (1893–1961), Politiker (NSDAP), Reichstagsabgeordneter
- Marie Möllhoff-Barclay (1868–1939), Unternehmerin, Stifterin
- Fritz Deike (1913–1973), Fußball-Nationalspieler
- Karl Uwe Oppermann (* 1944), Politiker (CDU), Abgeordneter der Bremischen Bürgerschaft
- Ulrich Mädge (* 1950), Politiker (SPD), Oberbürgermeister von Lüneburg
- Detlev Schöttker (* 1954), Literaturwissenschaftler

### Personen, die mit Vienenburg in Verbindung stehen
- August Winnig (1878–1956), Gewerkschafter, Politiker und Schriftsteller, lebte ab 1945 in Vienenburg
- Roluf Lucht (1901–1945), Generalingenieur, kam bei einem Flugzeugunfall in Vienenburg kurz vor Ende des Zweiten Weltkriegs ums Leben
- Loriot (1923–2011), Humorist, verbrachte einen Teil seiner Kindheit in Vienenburg
- Birgit Arnold (* 1951 in Wiedelah), Politikerin (FDP/DVP), Landtagsabgeordnete in Baden-Württemberg, ging in Vienenburg zur Schule